# アンリ・マティス
アンリ・マティス（アンリ・マチス、フランス語: Henri Matisse, 1869年12月31日 - 1954年11月3日）は、フランスの画家。フォーヴィスム（野獣派）のリーダー的存在であり、野獣派の活動が短期間で終わった後も20世紀を代表する芸術家の一人として活動を続けた。自然をこよなく愛し「色彩の魔術師」と謳われ、緑あふれる世界を描き続けた画家であった。彫刻および版画も手がけている。

## 生涯
1869年にフランス・ノール県のル・カトー＝カンブレジ（フランス語 Le Cateau-Cambrésis）で、豊かな穀物商人の長男として生まれる。その後一家はピカルディ地域圏のボアン＝アン＝ヴェルマンドワへと移動し、彼はそこで育った。1887年に父の命でカトー＝カンブレジの裁判所の管理者の資格を得るためにパリへと出て法律を学び、翌年法科資格試験に合格した。その後しばらくはサン・カンタンの法律事務所の書記として働いた。

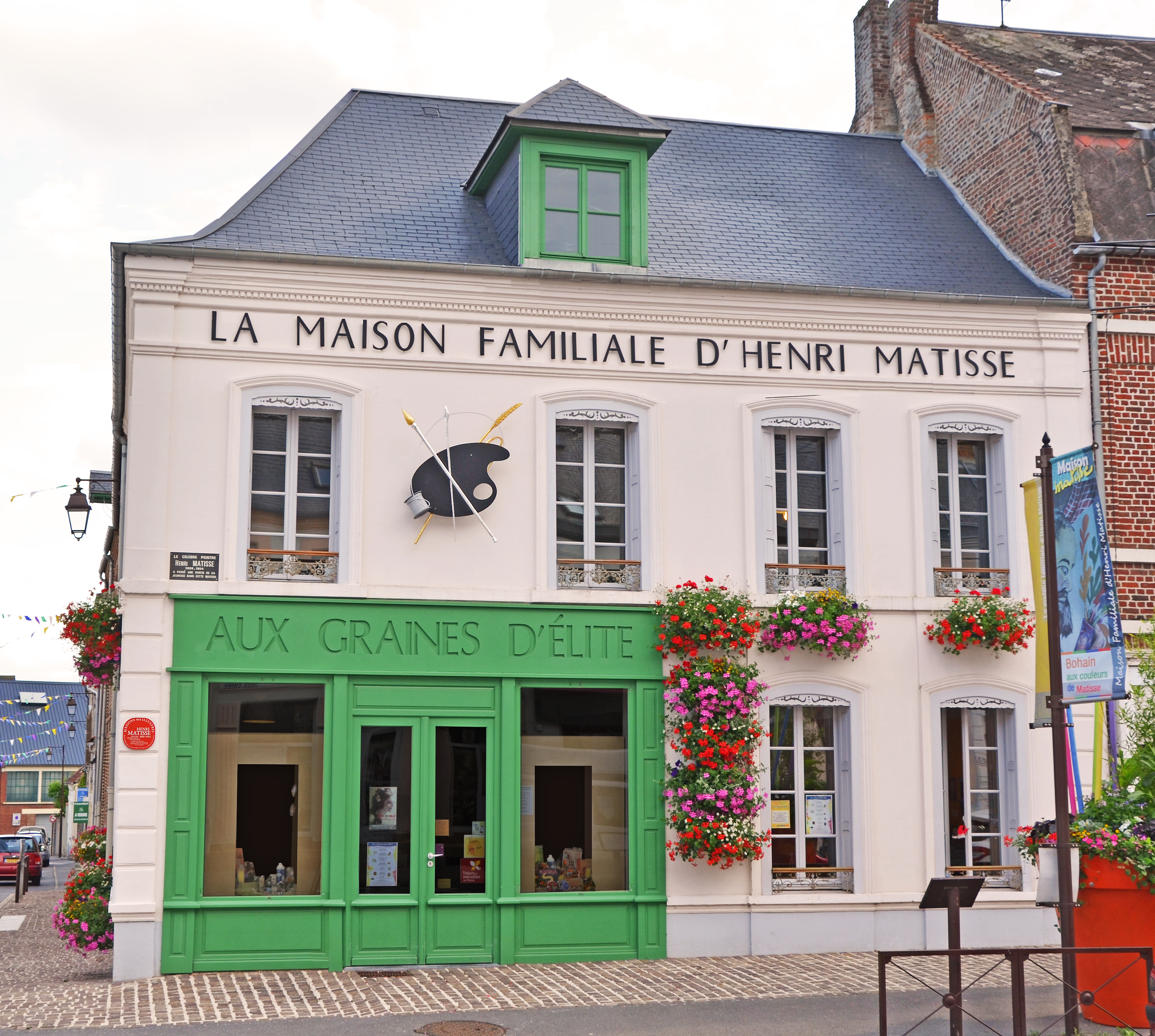
マティスの実家のファサード

1889年に盲腸炎の療養中に母から画材を贈られて絵画に興味を持った。のちに本人は「楽園のようなもの」を発見したと語り、画家に転向を決意をする。この決意は父親を非常に失望させた。まず1891年にパリの私立美術学校であるアカデミー・ジュリアンに入学し、絵画を学びつつ官立美術学校であるエコール・デ・ボザールへの入学を目指した。ボザールへの入校は許可されなかったが、熱意を評価した教官ギュスターヴ・モローから特別に個人指導を受ける事ができた。この時、ボザールに入校してモローの指導を受けていたジョルジュ・ルオーとは生涯の友情を結ぶ。1896年に国民美術協会のサロンに4点出品、うち1点は国家買上げとなる。

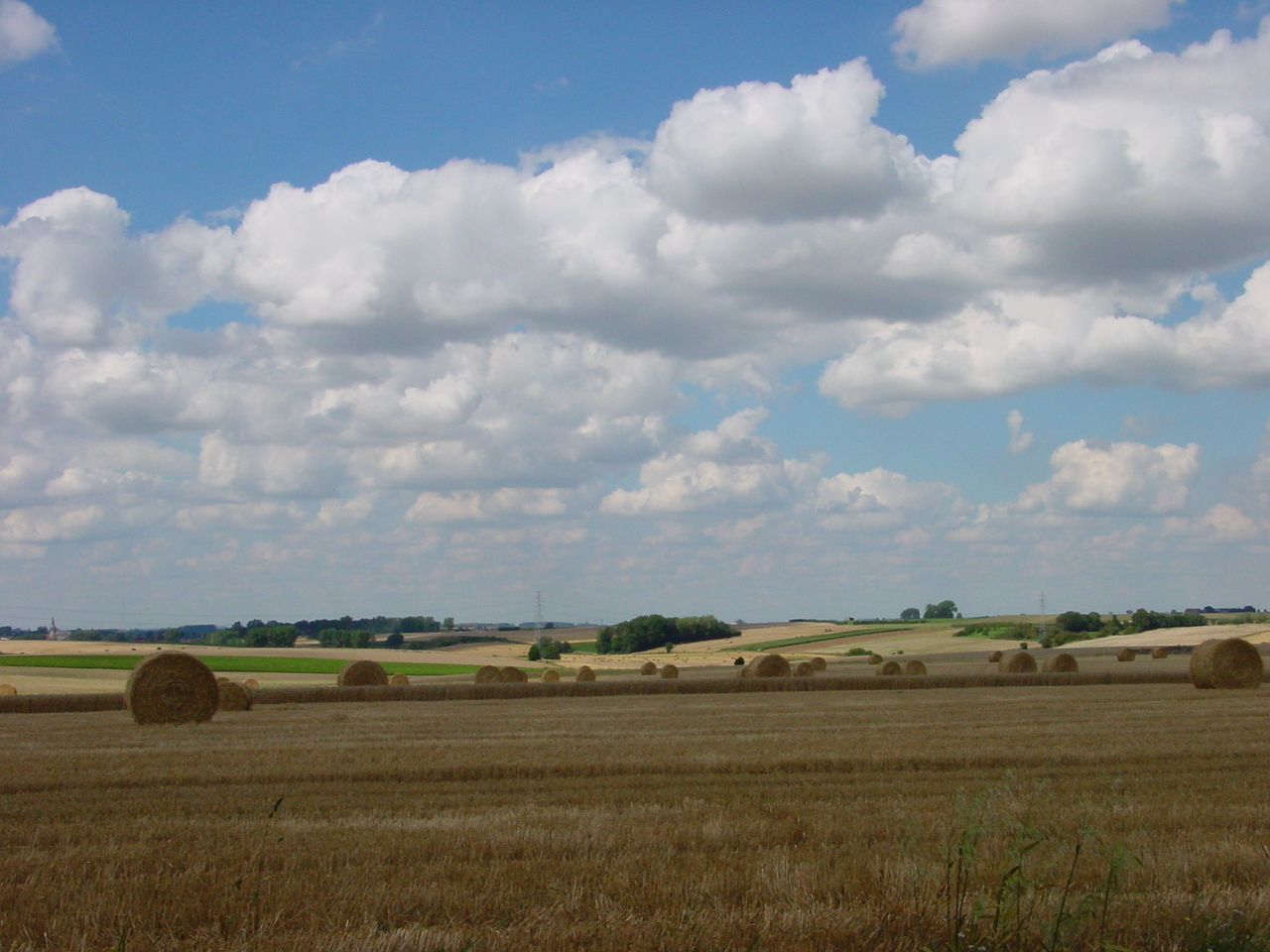
カンブレジ地方の田園風景

1898年にアメリー・パレイルと結婚し、印象派の画家カミーユ・ピサロの勧めを受けてロンドンでターナーを研究した。
マティスの初期の作風は写実的なものを志していたが、次第にポール・セザンヌ、ポール・シニャック、フィンセント・ファン・ゴッホ 、ポール・ゴーギャンら後期印象派の影響（自由な色彩を使った表し方）を受け、自由な色彩による絵画表現を追究するようになる。『緑のすじのあるマティス夫人の肖像』（1905年）、『ダンスI』（1909年）など、大胆な色彩を特徴とする作品を次々と発表し、モーリス・ド・ヴラマンク、アンドレ・ドランらと共に野獣派と呼ばれるようになった。フォーヴィスムとしての活動は1905年からの3年ほどで、それ以降は比較的静謐な作品を描くようになる。
1910年代は、幾何学的構成による抽象的・構築的傾向が見受けられ、キュビスムの影響や、第一次世界大戦による厳しい内省的感情の反映が見受けられる。
1917年から30年ごろにかけて、おもに南フランスのニースを制作の場として活動する。この時期、優美で官能的なオダリスクをはじめ、開放的な作品を制作。通常この頃のマティスの活動は「ニース時代」と区分される。
線の単純化、色彩の純化を追求した結果、切り絵に到達する。マティスにとってはさみは鉛筆以上に素画に適した道具であった。『ジャズ』シリーズなど切り絵の作品を多数残している。
晩年に南仏ヴァンスのドミニコ会修道院ロザリオ礼拝堂の内装デザイン、上祭服のデザインを担当。この礼拝堂はマティス芸術の集大成とされ、切り紙絵をモチーフにしたステンドグラスや、白タイルに黒の単純かつ大胆な線で描かれた聖母子像などは、20世紀キリスト教美術の代表作と目される。
緑好きが高じて一風変わったアトリエを作った。テーブルの上に所狭しと並べられた多様な花や、身の丈を越す巨大な観葉植物など、植物園のようであった。大好きな鳥を多い時には300羽も飼っていたと云われている。草花が満ち溢れ、鳥たちが憩うアトリエから数々の傑作を生み出した。巨匠が晩年辿りついた癒しに満ちた世界。名画誕生の舞台となった緑いっぱいのアトリエであった。
腸の手術によって体力がなくなっていったマティスは、油絵から「切り紙絵」へと制作手法を変更した。アシスタントに色紙を作ってもらい、はさみで切り抜いて作品を作り上げた。体調の変化で作品にも変化が現れ、自然から受ける感覚、感触をダイレクトに現すようになった。花や植物から感じる安らぎを心の目で見て、はさみを使い生命力を感じさせる原色の切り絵に投影していった。
1954年11月3日にニースで心臓発作で他界した。

## 日本での展示

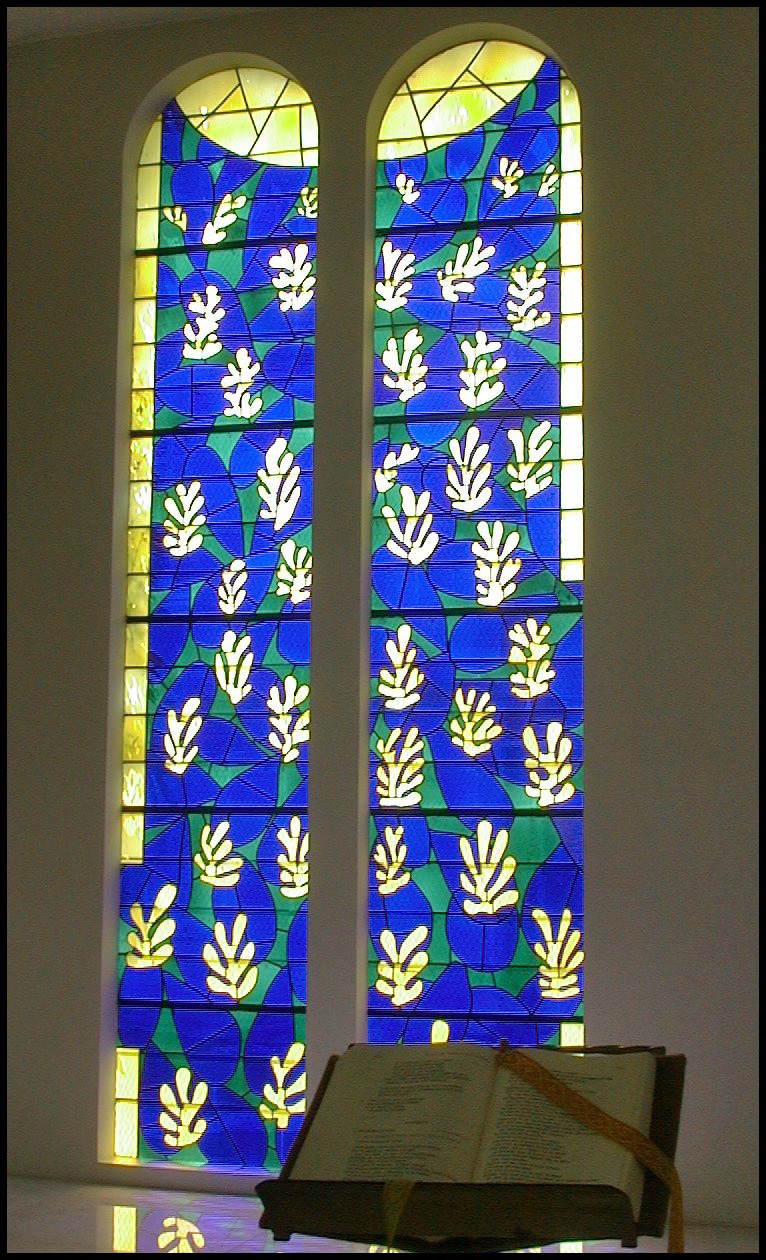
ヴァンス礼拝堂のステンドグラス

1951年に上野国立博物館で「マティス展」が開かれた。ヴァンス礼拝堂の雛形や下描き、晩年の単純で豊かな絵画など彼の仕事の成果が輝く目覚ましいものだった。マティスが本展の図録に寄せたテキストからは、1950年にパリで開催した展示を最後のものにする予定が、硲伊之助からの説得などによって翻意した経緯などがうかがえる。2004年に国立西洋美術館ほかで大規模なアンリ・マティス展が開かれた。作品は初期の絵画から晩年までにわたり、制作作業を収めたドキュメンタリーフィルムも公開されている。近年でも、2023年に東京都美術館で「マティス展 Henri Matisse: The Path to Color」が開催し、2024年に国立新美術館で「マティス 自由なフォルム」の開催が予定されている。

## 代表作

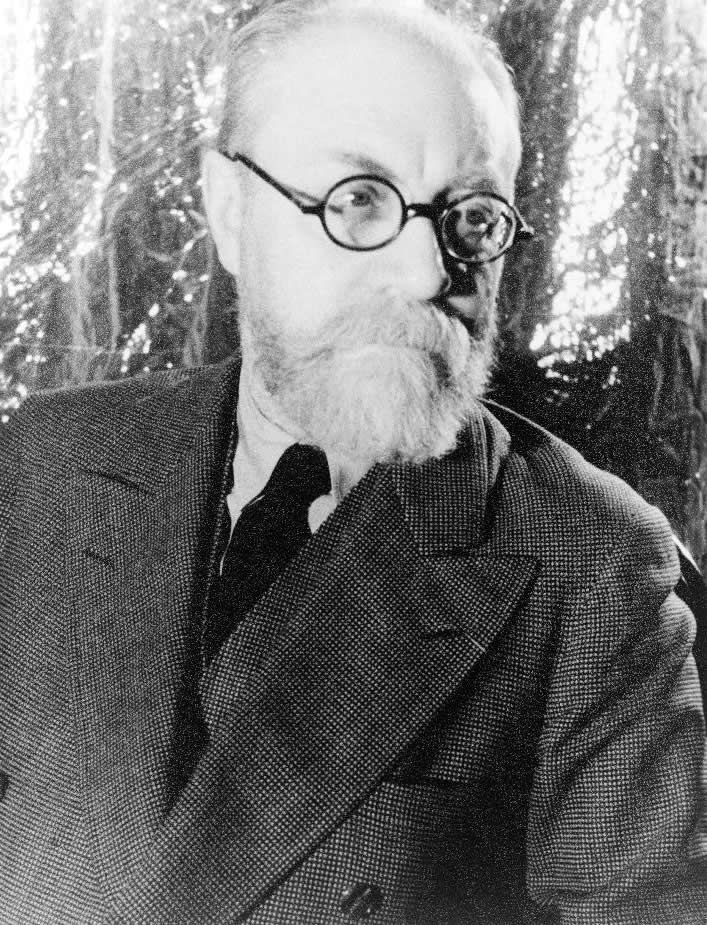
アンリ・マティス 1933年

- 『ブーローニュの森』（1902年）、プーシキン美術館
- 『豪奢、静寂、逸楽』（1904年-1905年）、オルセー美術館
- 『緑のすじのあるマティス夫人の肖像』（1905年）、コペンハーゲン国立美術館
- 『赤のハーモニー』（1908年）、エルミタージュ美術館
- 『ダンスI』（1909年）、ニューヨーク近代美術館
- 『ダンスII』（1910年）、エルミタージュ美術館
- 『金魚』（1912年）、プーシキン美術館
- 『ナスタチウムと「ダンス」』油絵/カンヴァス（1912年）、メトロポリタン美術館
- 『画家の娘』（1918年）、大原美術館
- 『模様のある背景の装飾的人体』油絵/カンヴァス（1925-26年）、国立近代美術館（ポンピドゥー・センター）
- 『トルコ椅子にもたれるオダリスク』油絵/カンヴァス（1927-28年）、パリ市立近代美術館
- 『音楽』（1939年）
- 『ルーマニアのブラウス』油絵/カンヴァス（1940年）、国立近代美術館（ポンピドゥー・センター）
- 『眠る女と静物』油絵/カンヴァス（1940年）、ナショナル・ギャラリー
- 『夢』（1940年）
- 『ジャズ・サーカス』（1947年）、ニューヨーク近代美術館
- 『赤い室内、青いテーブルの上の静物』油絵/カンヴァス（1947年）、ノルトライン＝ヴェストファーレン州立美術館
- 『大きな赤い室内』油絵/カンヴァス（1948年）、国立近代美術館（ポンピドゥー・センター）
- 『エジプトのカーテンのある風景』（1948年）
- 『上祭服』 (1950年頃)、ニューヨーク近代美術館 [14]
- 『ブルー・ヌードII』切り紙絵（1952年）、国立近代美術館（ポンピドゥー・センター）
- 『インコと人魚』切り紙絵（1952年）
- 『スイミング・プール』切り紙絵（1952年）
- 『花と果実』切り紙絵（1952-53年）
- 『舟』切り紙絵（1953年）

## 近年の文献
- 『マティス　画家のノート』二見史郎訳、みすず書房、新版2023年ほか
- 『マティスとルオー　友情の手紙』ジャクリーヌ・マンク編、後藤新治ほか訳、みすず書房、2017年
- ヒラリー・スパーリング『マティス　知られざる生涯』野中邦子訳、白水社、2012年
- フランソワーズ・ジロー『マティスとピカソ　芸術家の友情』野中邦子訳、河出書房新社、1993年
- ハイデン・ヘレーラ『マチスの肖像』天野知香訳、青土社、1997年
- 『アンリ・マティス作品集』米田尚輝解説、東京美術、2023年